# Караблин, Александр Андреевич
Александр Андреевич Караблин (11 февраля 1953, Люберцы, Московская область — 3 июня 2025) — советский игрок в хоккей с мячом.

## Карьера
Начал играть в детской команде «Труд» Томилино в 1966 году. В 1976/77 году выступал за «Фили», игравший в первой лиге. С 1977 по 1989 год играл за «Зоркий» в высшей лиге. Проведя в высшей лиге 294 игры, забил 188 мячей.
Позже играл в Швеции и Норвегии.
Провёл 3 матча за сборную СССР (1983/84). Мастер спорта СССР международного класса.
Скончался 3 июня 2025 года в возрасте 72 лет.

## Достижения
Чемпион СССР — 1979 

 Серебряный призёр чемпионата СССР — 1983, 1985 

 Бронзовый призёр чемпионата СССР — 1980, 1982, 1987, 1989 

Обладатель кубка СССР — 1985, 1986, 1989.